# Yakuza goes Hausmann
Yakuza goes Hausmann (japanisch 極主夫道 Gokushufudō) ist eine Manga-Serie von Autor Kōsuke Ōno, die seit 2018 veröffentlicht wird. 2021 und 2023 erschien ein Web-Anime von J.C.Staff.

## Inhalt
Tatsu war ein berüchtigter und gefürchteter Yakuza-Chef mit dem Spitznamen „Immortal Tatsu“. Doch dann zog er sich aus dem Verbrechen zurück, um als Hausmann seine Frau Miku bei ihrer Karriere als Designerin zu unterstützen. Die episodische Serie zeigt eine Vielzahl von komischen Szenarien, in denen Tatsus banale Hausarbeit seiner einschüchternden Persönlichkeit und Erscheinung sowie seinen Gewohnheiten als Yakuza gegenübergestellt wird. Dazu kommen Begegnungen mit ehemaligen Yakuza-Kollegen und Rivalen. Da er unter den Verbrechern bekannt ist und auf der Straße immer wieder von ihnen erkannt wird, wird er immer wieder mit seiner Vergangenheit konfrontiert, die er jedoch oft im Vorbeigehen wieder hinter sich bringt. Auch gegenüber anderen Menschen in seinem Alltag benimmt sich Tatsu oft noch so, wie er es als Yakuza gewohnt war.

## Manga
Die Mangaserie wird seit dem 23. Februar 2018 im Magazin Kurage Bunch veröffentlicht. Die Kapitel wurden von Shinchosha aktuell auch in bisher 15 Sammelbänden veröffentlicht (Stand: Januar 2025).
Seit Dezember 2019 erscheint die Serie auf Deutsch bei Carlsen Manga in bisher 14 Bänden (Stand Juli 2025). Eine englische Fassung erscheint bei Viz Media, eine spanische bei Editorial Ivréa, eine italienische bei J-Pop und eine chinesische bei Tong Li Publishing.

## Animeserie
Der Anime entstand beim Studio J.C.Staff unter der Regie von Chiaki Kon und nach einem Drehbuch von Susumu Yamikawa. Für die Kameraführung war Yurina Yagi verantwortlich.
Die 5 je 20 Minuten langen Folgen erschienen am 8. April 2021 bei Netflix, unter anderem auf Englisch, Deutsch, Spanisch und Französisch. Am 7. Oktober 2021 folgte eine zweite Staffel mit erneut fünf Folgen.
Synchronisation
| Rolle        | japanischer Sprecher (Seiyū) | deutsche Sprecher  |
| ------------ | ---------------------------- | ------------------ |
| Tatsu        | Kenjiro Tsuda                | Jaron Löwenberg    |
| Miku         | Shizuka Ito                  | Magdalena Turba    |
| Masa         | Kazuyuki Okitsu              | Max Felder         |
| Torajiro     | Yoshimasa Hosoya             | Sebastian Kluckert |
| Hibari Torii | Atsuko Tanaka                | Heide Domanowski   |
| Gin          | M.A.O                        | Jennifer Weiß      |